# Ruta 157 (Costa Rica)
La Ruta 157, oficialmente Ruta Nacional Secundaria 157, es una ruta nacional de Costa Rica ubicada en la provincia de Guanacaste.

## Descripción
En la provincia de Guanacaste, la ruta atraviesa el cantón de Nicoya (los distritos de Nicoya, Mansión).